# Bromelia estevesii
Espèce
Classification phylogénétique
Bromelia estevesii est une espèce de plantes à fleurs de la famille des Bromeliaceae. C'est une plante tropicale endémique du Brésil et décrite en 1993.

## Distribution
L'espèce est endémique de l'État de Piauí au nord du Brésil.

## Description
L'espèce est hémicryptophyte.